# Jardim Balneário Meia Ponte
Jardim Balneário Meia Ponte é um dos bairros mais antigos de Goiânia, capital de Goiás, pertencendo a região norte da cidade.
Faz parte do 57º subdistrito de Goiânia, chamado de Balneário Meia Ponte/Mansões Goianas. O subdistrito abrange, além dos dois bairros, o Parque das Flores, Jardim Ipê e os residenciais Maria Lourença e Balneário.
Segundo dados do censo do IBGE em 2010, é o décimo quarto bairro mais populoso do município, contando uma aglomeração de cerca de quinze mil pessoas. É o segundo bairro mais populoso da região norte, perdendo apenas para o Jardim Guanabara.

## História
O Jardim Balneário foi fundado na década de 1950, época em que Goiânia estava crescendo em ritmo acelerado. O então prefeito da cidade, Eurico Viana aprovara uma lei em que os donos dos loteamentos não tinham a obrigação de oferecer infraestrutura nos novos bairros. A consequência foi a criação de mais de duzentos bairros, incluindo o Jardim Balneário.
Até a década de 1970, o bairro não teve todos os serviços básicos, com destaque para a rede de água, inexistente. Os moradores usavam cisternas que necessitavam de uma grande profundidade. Na mesma época, chegou ao local uma instalação da Ambev, que ajudou na permanência de moradores e o desenvolvimento da região. O bairro que, anteriormente não era atrativo de moradia se tornava aos poucos desenvolvido.
Hoje, o Jardim Balneário Meia Ponte conta com ruas totalmente asfaltadas, rede elétrica, água e esgoto. Os terrenos baldios foram ocupados por casas em toda a parte e as regiões limítrofes que eram fazendas se tornaram outros bairros, fazendo que a região se tornasse totalmente ocupada e desenvolvida.

## Infraestrutura

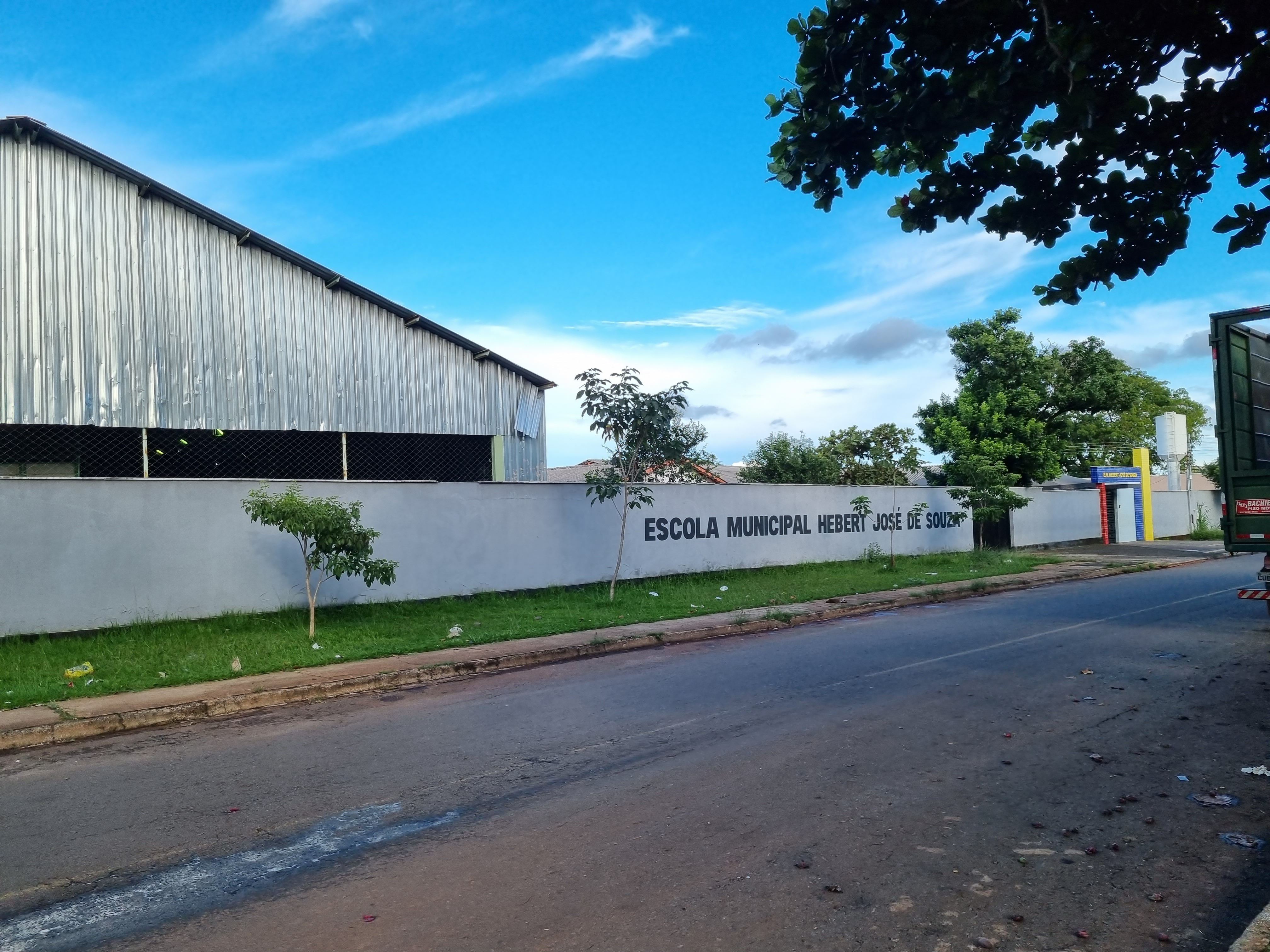
A Escola Municipal Hebert José de Souza, em 2023.

Na área da educação, o Jardim Balneário conta com cinco escolas públicas: O Colégio Estadual Jardim Balneário Meia Ponte, o Colégio Estadual Amália hermano Teixeira, a Escola Municipal Amâncio Seixo de Brito, a Escola Municipal Hebert José de Souza (antigo Colégio Cenecista) e a Escola Municipal Jardim Balneário Meia Ponte.
O bairro também conta com um centro de saúde e várias clínicas odontológicas particulares. No comércio, destaca-se a Avenida Genésio Lima de Brito, que corta todo o bairro, passando nele todas as escolas públicas, os grandes e principais supermercados, entre outros estabelecimentos que fazem a movimentação financeira da região.[carece de fontes?]
Em 2012, a Caixa Econômica Federal inaugurou uma agência na Avenida Genésio de Lima Brito, de tamanho médio, para atender a população do bairro.

## Localização e acesso
O Jardim Balneário Meia Ponte possui uma localização estratégica e de fácil acesso em Goiânia. Seus acessos principais se dão pela Avenida Goiás, a Avenida Nerópolis em conjunto com a Perimetral Norte[carece de fontes?] e a GO-462, uma rodovia estadual que aproxima o bairro da Universidade Federal de Goiás, no campus Samambaia. Com a construção do BRT Norte-Sul, o bairro passou a ser atendido com corredores exclusivos de ônibus na Avenida Horácio Costa e Silva.
O bairro se limita com o Parque das Flores, Residencial Balneário, Mansões Goianas, Residencial Itália e Recanto do Bosque.[carece de fontes?]